# Isodynamische punten

De isodynamische punten S en S als snijpunten van de drie cirkels van Apollonius

De isodynamische punten van een driehoek zijn de snijpunten van de drie cirkels van Apollonius van die driehoek.
De isodynamische punten zijn isogonaal verwant met het punt van Fermat en tweede isogone centrum en hebben kimberlingnummers X(15) en X(16).

## Coördinaten
- Barycentrische coördinaten zijn {\displaystyle \left(a\sin \left(\alpha \pm {\frac {\pi }{3}}\right):a\sin \left(\beta \pm {\frac {\pi }{3}}\right):a\sin \left(\gamma \pm {\frac {\pi }{3}}\right)\right)}
- Tripolaire coördinaten (p,q,r) van de isodynamische punten voldoen aan {\displaystyle p:q:r={\frac {1}{a}}:{\frac {1}{b}}:{\frac {1}{c}}}.

## Eigenschappen
- De isodynamische punten zijn elkaars inverse in de omgeschreven cirkel.
- De voetpuntsdriehoeken van de isodynamische punten zijn gelijkzijdige driehoeken.
- De isodynamische punten liggen op de as van Brocard.